# Monkeytown
Albums de Modeselektor
Happy Birthday!
(2007)
Monkeytown est le troisième album du duo allemand de musique électronique Modeselektor. Il est sorti en Allemagne le 30 septembre 2011 en format CD, sur le label Monkeytown Records (catalogue : M015CD).

## Pistes
Toutes les chansons sont écrites et composées par Modeselektor, sauf mention du contraire.
| 1.    | Blue Clouds         |                              |                                                                 | 6:03 |
| 2.    | Pretentious Friends | Ecrit par Busdriver          | Chant : Busdriver, voix (Emergency Call) : Pillow Talk          | 3:34 |
| 3.    | Shipwreck           | Ecrit par Thom Yorke         | Chant : Thom Yorke                                              | 6:15 |
| 4.    | Evil Twin           | Ecrit par Otto Von Schirach  | Chant : Otto Von Schirach                                       | 4:01 |
| 5.    | German Clap         |                              |                                                                 | 6:35 |
| 6.    | Berlin              | Ecrit par Miss Platnum       | Chant : Miss Platnum                                            | 4:45 |
| 7.    | Grillwalker         |                              |                                                                 | 4:04 |
| 8.    | Green Light Go      | Ecrit par PVT                | Batterie : Gordon Boerger, chant : PVT, synthétiseur : Siriusmo | 4:50 |
| 9.    | Humanized           | Ecrit par Antipop Consortium | Chant : Antipop Consortium                                      | 4:23 |
| 10.   | This                | Ecrit par Thom Yorke         | Chant : Thom Yorke                                              | 6:26 |
| 11.   | War Cry             |                              | Guitare : Apparat, samples de chants de guerre Zoulous          | 4:57 |
| 55:20 |                     |                              |                                                                 |      |